# توکای پیسه
توکای پیسه (نام علمی: Geokichla wardii) یکی از اعضای خانواده توکایان است که در هند و سریلانکا یافت می‌شود. نرها الگوی آشکار سیاه و سفید دارند، در حالی که ماده‌ها قهوه‌ای زیتونی و خالدار هستند. آنها در جنگل‌های مرکزی هیمالیا زادآوری می‌کنند و و زمستان‌ها در جنگل‌های تپه‌ای جنوب هند و سریلانکا هستند. مانند بسیاری از توکاهای دیگر، آن‌ها روی بسترهای برگ زیر درختان جنگلی علوفه می‌جویند و در صورت آشفتگی به درون درختان پرواز می‌کنند و بی‌حرکت می‌نشینند و پیدا کردن آنها را دشوار می‌کند.

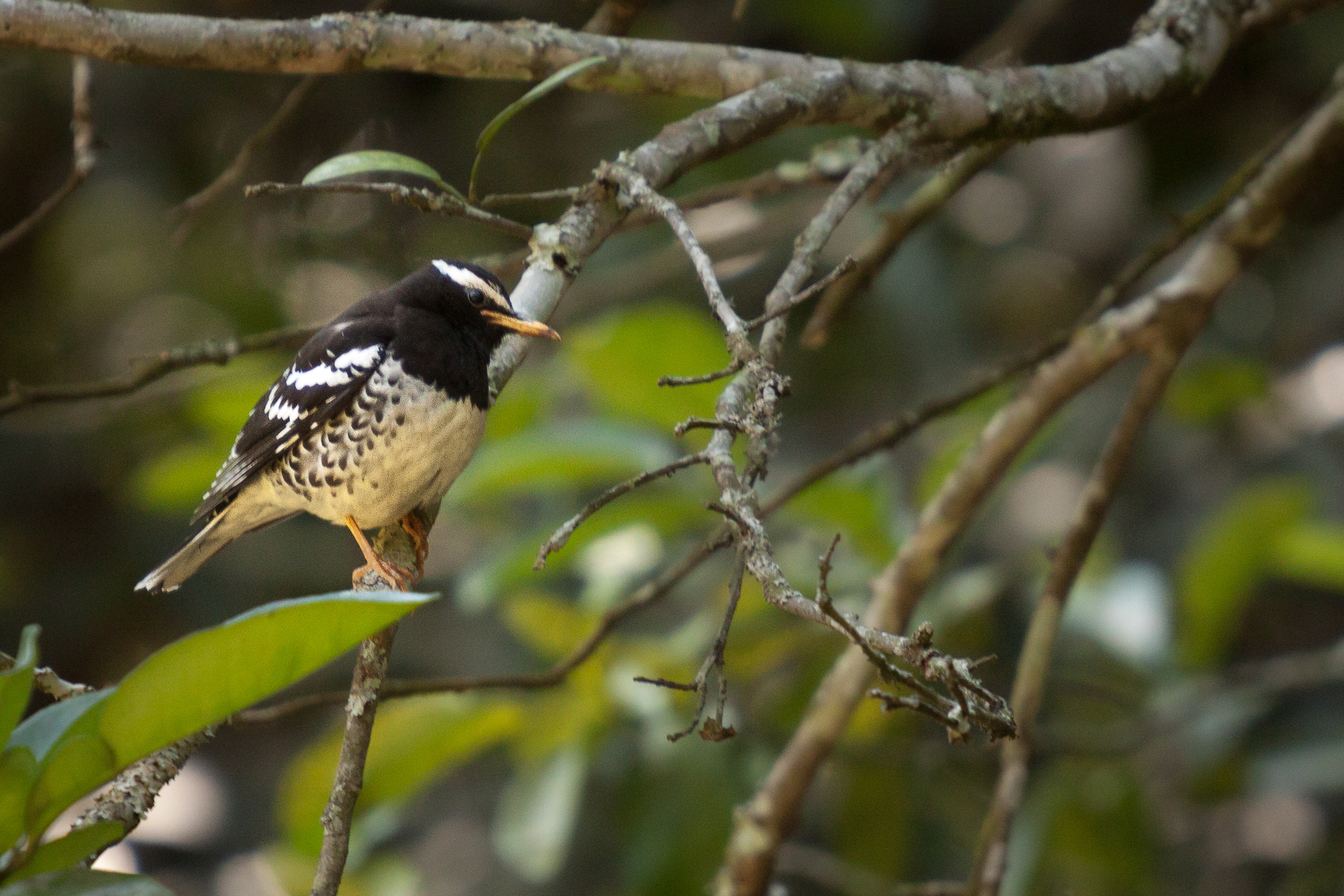
نر زمستان‌گذران در کارناتاکا، هند